# Erythrus laticornis
Erythrus laticornis är en skalbaggsart som beskrevs av Leon Fairmaire 1895. Erythrus laticornis ingår i släktet Erythrus och familjen långhorningar.
Artens utbredningsområde är Laos. Inga underarter finns listade i Catalogue of Life.